# Horace Coignet
 (mars 2020).
Horace Coignet, né le 13 mai 1736 à Lyon où il est mort le 29 août 1821, est un violoniste, chanteur et compositeur français.

## Biographie
Fils de Claude Coignet et Jeanne Odinet, Horace nait à Lyon le 13 mai 1736  et est baptisé le lendemain à Saint-Nizier.
Il était actif à Lyon comme modéliste et marchand de broderies, comme commis officiel et comme directeur musical de la ville à partir de 1794. Il est le professeur de musique de la Duchesse d'Aumont à Paris (étant à la même époque membre correspondant de l'Académie de Lyon), puis rentre à Lyon où il siège au conseil d'administration du Conservatoire de musique.
Connu comme  violoniste, il a composé des pièces de clavecin, des romances, un ensemble de Trois duos concertants de violon et fugues, un hymne révolutionnaire pour la célébration Rousseau à Lyon (14 octobre 1794) et quelques musiques de théâtre (y compris un opéra comique, Le médecin de l'amour, et une ouverture pour Mélanie de La Harpe). Son œuvre la plus connue, la musique de la scène lyrique Pygmalion dee Jean-Jacques Rousseau (texte vraisemblablement écrit en 1762), est jouée pour la première fois à l'Hôtel de ville de Lyon le 19 avril 1770, en présence de Rousseau. La première représentation parisienne date d'octobre 1775 à la Comédie française[réf. nécessaire].
Le 23 février 1773 il se marie à Lyon avec Éléonore Boileau 